# Социализъм
Понятието социализъм се отнася до голяма група теории за организацията на икономиката и обществото, основана на публичната собственост и управление на средствата за производство и разпределение на благата. Понятието се отнася и до общество, характеризиращо се със свободен и равен достъп до ресурси за отделния индивид, с егалитарни методи за компенсация. В частност „социализъм“ се употребява като самоназоваване на обществено-политическата, икономическа и идеологическа система, изградена от тоталитарните режими в Съветския съюз и страните от неговата сфера на влияние.
Най-общо социалистите споделят възгледа, че капитализмът несправедливо концентрира власт и богатства в малка част от обществото, която контролира капитала чрез експлоатация на труда на наемния работник, създава неравенство в обществото, не предоставя на всички равни възможности за увеличаване на собствения потенциал и не употребява технологиите и ресурсите в максимална степен в интерес на всички. Поради това социалистите се застъпват за създаване на общество, позволяващо широкото приложение на модерните технологии за рационализиране на икономиката, елиминирайки анархията в производството на капитализма, както и „по-равното“ разпределение на властта и богатствата на база на количеството работа, изразходвана за производството. Има значително разногласие сред социалистите как и до каква степен това може да бъде постигнато.
Социализмът не е конкретна философия с фиксирана доктрина или програма; разновидностите му, които понякога си противоречат, изповядват различна степен на социален интервенционизъм и икономическа рационализация, обикновено под формата на планова икономика. Друг белег на социалистическото движение е разделението между реформисти и революционери, различаващи се във възгледа си за това как трябва да бъде постигнато социалистическото общество. Някои социалисти изповядват идеята за цялостна национализация на средствата за производство, разпространение и обмен; други залагат на държавния контрол върху капитала в рамките на пазарна икономика. Социалистите, обикновено самоназоваващи се комунисти, вдъхновени от съветския модел, се застъпват за създаването на централно-планова икономика, ръководена от държавата, която притежава средствата за производство. Други, в това число югославските, унгарските, германските и китайските комунисти през 70-те и 80-те години на 20 в., въвеждат различни форми на пазарен социализъм, комбинирайки кооперативни модели и модели на обществената собственост със свободния пазар на обмяната и свободна ценова система (но не и свободни цени на средствата за производство).

## Философия
Социалистите се придържат към един разнообразен обхват от философски възгледи. Марксисткият социализъм е материалистичен и има за цел поверяване на историческия материализъм. Много форми на социалистическата теория твърдят, че човешкото поведение е до голяма степен оформено от социалната среда. В частност, марксизмът и социалистите, вдъхновени от марксистката теория, твърдят, че социалните нрави, ценности, културни следи и икономически практики са социални творби и не са резултат от неизменен природен закон. Върховната цел на марксистите-социалисти е еманципация на труда от отблъскващата работа. Марксистите смятат, че освобождаването на личността от нуждата да извършва отблъскваща работа, за да получава блага, би позволило на хората да преследват собствените си интереси и да развият собствените си таланти, без да бъдат принуждавани да извършват труд за други. За марксистите, степента на икономическо развитие, в която това би било възможно, понякога наречена „чист комунизъм“, зависи от напредъка на продуктивната способност на обществото.
Социалистите обикновено твърдят, че капитализмът концентрира власт и богатство в малък дял от обществото, което контролира начините на производство и извлича богатството си чрез система за експлоатация. Това създава общество на слоеве, базирано на неравните социални взаимоотношения, което не успява да предостави равни възможности за всяка личност да максимизира своя потенциал и не използва наличната технология и ресурси в техния максимален обем в интерес на обществото.

## Икономическа теория
В икономиката под социализъм се разбира стопанска система, при която държавата и/или работниците притежават и управляват средствата за производство, а в различна степен в отделните разновидности на социализма – и разпределението на стоки и услуги. В случая установяване на обществена или работническа собственост означава одържавяване, създаване на кооперации, а в някои случаи и установяване на частна собственост на работниците.
Целта на социалистическата икономика е да задоволява по-ефективно търсенето на стоки и услуги, избягвайки усложнените отношения, свързани с частната собственост, които социалистите по принцип смятат за остарели и възпрепятстващи възможностите за производство.
Съществуват различни определения за социалистическа икономика. В някои от тях тя изключва напълно частната собственост, заплащането на труда и паричните отношения, при други част от тези елементи се запазват, но пазарната икономика и частната собственост са заменени с икономическо планиране, а трети се ограничават до значителен дял на държавните или кооперативни предприятия при частично или пълно отсъствие на планиране.

### Социалистическа планова икономика
Тази форма на социализъм съчетава обществена собственост и управление на средствата за производство с централно държавно планиране на стопанския живот. При нея решенията за количествата стоки и услуги, които трябва да бъдат произведени, както и тяхното разпределение, се планира предварително от държавната администрация. Исторически централизираната планова икономика обикновено е реализирана в съчетание с еднопартийна политическа система, например в социалистическите страни от 20 век.
В икономиката на Съветския съюз държавната собственост на средствата за производство е комбинирана с централно планиране на стоките и услугите, които трябва да се произвеждат, начина на производството, количествата и техните цени. Съветското планиране е разглеждано като алтернатива на пазарните механизми (търсене и предлагане) за определяне на цените и произвежданите количества. По време на Голямата депресия мнозина социалисти разглеждат съветския модел като решение за недостатъците на капитализма – монополизъм, цикличност, безработица, неравномерно разпределение на богатството и експлоатация на работниците.
Още в средата на 20 век неокласическите либерални икономисти, като Фридрих Хайек и Милтън Фридман, смятат, че социалистическите планови икономики са обречени на провал, тъй като планиращите не могат да придобият информацията, разпространявана чрез пазарния механизъм, а участниците в икономиката са лишени от адекватна мотивация. Със започналата през 70-те години стагнация на съветската икономика част от тези аргументи започват да се възприемат и от социалистическите икономисти.
Също в средата на века полският икономист Оскар Ланге, ранен привърженик на пазарния социализъм, предлага цените и инвестициите да се определят от централен орган, но използвайки принципа на търсенето и предлагането, като притежаваните от държавата доставчици фиксират цените на нивото на маргиналната стойност, наподобявайки ценовите нива при съвършена конкуренция. При този модел, който никога не е реализиран на практика, планиращият орган трябва да преразпределя печалбите, за да осигури относително равенство на доходите.

### Направлявана от държавата икономика
Държавен социализъм се използва за класифициране на всеки вид социалистическа философия, която се застъпва за собственост на държавния апарат върху средствата за производство, или като преходен етап между капитализма и социализма, или като крайна цел сама по себе си.
В биографията на британския лейбъристки министър-председател от 1945 г. Клемент Атли, Франсис Бекет твърди: „Правителството ... искаше това, което по-късно стана известно като смесена икономика“.
Национализацията във Великобритания е постигната чрез експроприация на индустрията (т.е. с компенсация). British Aerospace е комбинация от големите авиостроителни компании British Aircraft Corporation, Hawker Siddeley и други. British Shipbuilders е комбинация от големи авиостроителни компании, включваща Cammell Laird, Govan Shipbuilders, Swan Hunter, и Yarrow Shipbuilders; национализацията на въглищните мини през 1947 г. създава въглищен борд, натоварен с въгледобивната промишленост с търговска цел, така че да бъде в състояние да заплати дължимите лихви по облигации, които са конвертирани от акциите на бившите собственици на мини.

### Пазарен социализъм
Пазарният социализъм се състои от публично или общо притежавани предприятия, извършващи дейност в пазарната икономика. Това е система, която използва пазара и паричните цени за разпределение и отчитане на средствата за производство, като по този начин запазва процеса на натрупване на капитал. Реализираната печалба се използва за пряко възнаграждаване на работниците и служителите или финансиране на обществените институции. В държавно-ориентираните форми на пазарен социализъм, в които държавните предприятия се опитват да максимизират печалбата си, тя може да се използва за финансирането на правителствени програми и услуги чрез социален дивидент, премахвайки или значително намалявайки необходимостта от различните форми на облагане, които съществуват в капиталистическите системи. Неокласическият икономист Леон Валрас смята, че социалистическа икономика, основана на държавна собственост на земята и природните ресурси, би трябвало да осигури средства за обществените финанси, които да направят данъците върху доходите ненужни. Югославия въвежда пазарна социалистическа икономика, основаваща се на кооперации и работническо самоуправление.
Настоящата икономическа система в Китай е официално озаглавена социалистическа пазарна икономика с китайски характеристики. Тя съчетава голям държавен сектор, който включва управлението на икономиката и на когото по закон статута на публична собственост е гарантиран, с частния сектор, основно ангажиран в производството на стоки и леката промишленост и който е от 33% до над 70% от БВП, генериран през 2005 г. Към 2005 г. обаче, тези пазарно-ориентирани реформи, включващи приватизация, на практика спират и даже са частично обърнати. Настоящата китайска икономика се състои от 150 корпоратизирани държавни предприятия, които отговарят пряко пред централното правителство на Китай. До 2008 г., тези държавни корпорации се развиват все по-динамично и генерират голямо увеличение на приходите за държавата, в резултат на което държавния сектор повежда възстановяването по време на финансовата криза от 2009 г., отчитайки по-голямата част от икономическия растеж на Китай.

## Обществена и политическа теория
„Ние искаме да постигнем ново и по-добро общество: в него не трябва да има нито богати, нито бедни, всички ще трябва да работят. Не само шепа богати хора, а всички трудещи се трябва да се радват на плодовете на общия си труд. Машините и другите подобрения трябва да служат за улесняването на работата на всички, а не да дават възможност на неколцина да забогатяват за сметка на милиони и десетки милиони хора. Това ново и по-добро общество се нарича социалистическо общество. Ученията за това общество се наричат социализъм.“

.Владимир Илич Ленин
В този контекст, социализъм се използва за обозначаване на политическо движение, политическа философия и хипотетичната форма на обществото, която тези движения се стремят да постигнат. В резултат на това, в политически контекст, социализъм се използва за стратегията (за постигане на социалистическото общество) или политиките, насърчавани от социалистическите организации и социалистическите политически партии, като всички гореизброени нямат връзка към социализма като социално-икономическа система.

### Марксизъм
В най-влиятелната от всички социалистически теории, Карл Маркс и Фридрих Енгелс смятат, че съзнанието на тези, които заработват надници или заплати („работническата класа“ в най-широкия марксистки смисъл) ще бъде моделирана от „условията им“ на „робско заплащане“, водещи до тенденцията да търсят свободата си или „еманципация“, чрез отнемането на собствеността на средствата за производство от капиталистите. За Маркс и Енгелс, условията определят съзнанието и слагането на край на ролята на капиталистическата класа ще доведе в крайна сметка до безкласово общество, в което държавата постепенно ще изчезне.
Маркс пише: „Не съзнанието [на хората] е това, което определя тяхното съществуване, а тяхното социално съществуване е това, което определя тяхното съзнание.“. 
Марксистката концепция за социализма е, че това е конкретна историческа фаза, която ще измести капитализма и която предхожда комунизма. Основните характеристики на социализма (особено както е замислен от Маркс и Енгелс след Парижката комуна от 1871 г.) са, че пролетариата ще контролира средствата за производство чрез работническа държава, построена от работниците в техен интерес. Икономическите отношения все още ще бъдат организирани чрез използването на системи за стимулиране и социалните класи все още ще съществуват, но в по-малка и намаляваща степен, отколкото при капитализма.
За ортодоксалните марксисти, социализмът е по-ниската степен на комунизма, и се основава на принципа „от всеки според способностите, на всеки според приносите“, докато горната степен на комунизма се основава на принципа „от всеки според способностите, на всеки според нуждите“. Горният етап е възможен, едва след като социалистическия етап доразвие икономическата ефективност, а автоматизацията на производството доведе до изобилие от стоки и услуги.
Че Гевара вижда социализма като основан по-скоро на селските райони, отколкото на градската работническа класа, и се опитва да вдъхнови селяните на Боливия за промяна на съзнанието чрез собствения си пример. През 1965 г. той казва:
„Социализмът не може да съществува без промяна в съзнанието, която ще доведе до нови братски отношения между хората, както на индивидуално равнище в рамките на обществата, където социализма се изгражда или вече е изграден, така и в световен мащаб, по отношение на всички хора, страдащи от империалистическото потисничество.“.

### Утопия срещу наука
За марксистите, развитието на капитализма в Западна Европа осигурява материална база за възможността за постигане на социализма, защото, според „Манифест на комунистическата партия“, това, което буржоазията произвежда преди всичко е собствените си гробокопачи, а именно работническата класа, която трябва да осъзнае историческите си цели, определени от обществото.
Торстейн Веблен вижда социализма като непосредствения етап в непрекъснатия еволюционен процес на икономиката, който би произтекъл от естествения разпад на системата на търговските организации. За разлика от Маркс, той не вярва, че това ще бъде резултат от политическа борба или революция на работническата класа и не счита, че това е крайната цел на човечеството.

### Реформи срещу революция
Революционните социалисти смятат, че революцията е единственият начин за създаване на нова социално-икономическа система. Сред тях, някои марксисти-ленинисти и повечето троцкисти подкрепят създаването на демократична централизирана революционна партия, водена от работническата класа за сваляне на капиталистическата държава и в крайна сметка, на институцията на държавата като цяло. Терминът „революция“ не е задължително определен от революционните социалисти като насилствено въстание,, а като бърза трансформация на всички области на класовото общество, проведена от по-голямата част от масите: работническата класа.

## Политика
По-долу са описани основните социалистически политически движения. Независимите социалистически теоретици, утопичните социалистически автори и академичните поддръжници на социализма не могат да бъдат представени в тези движения. Някои политически групи са наричат „социалистически“ докато в същото време поддържат възгледи, които други считат за противоположни на социализма. Терминът „социалист“ също така се използва от някои политици от десни партии като епитет срещу определени лица, които не смятат, че са социалисти, и срещу политики, които не се считат за социалистически от защитниците им.
Има много варианти на социализма и поради това не съществува единна дефиниция за всичко, свързано с него. Все пак, има общи елементи, определени от неговите изследователи. Анджело Рапопорт в неговия „Речник на социализма“ (1924 г.) анализира четиридесет определения на социализма и стига до извода, че общите елементи на социализма включват:
- обща критика на социалните последици от частната собственост и контрол на капитала като причини за бедността, ниските заплати, безработицата, икономическото и социалното неравенство и липсата на икономическа сигурност,
- общо мнение, че решението на тези проблеми е форма на колективен контрол над средствата за производство, разпределение и размяна (степента и средствата за контрол варират според социалистическите движения);
- споразумение, че резултатът от това колективно управление трябва да бъде общество, основано на социалната справедливост, включващо социално равенство, икономическа защита на хората, и което трябва да осигури по-добър живот за повечето хора.[30]

Бикху Парех в „Концепциите на социализма“ (1975 г.) определя четири основни принципа на социализма и конкретно на социалистическото общество: социалност, социална отговорност, сътрудничество и планиране. Майкъл Фрийдън, в своето изследване „Идеологии и политическа теория“ (1996 г.), посочва, че всички социалисти споделят пет теми: първата е, че социализмът постулира, че обществото е повече от прост сбор от индивиди; второ, той счита човешкото благополучие за желана цел; трето, че смята, че хората по природа са активни и продуктивни; четвърто, притежава вярата в човешкото равенство; и пето, че историята е прогресивна и ще създаде положителна промяна при условие, че хората се стремят да постигнат такава промяна.

## Историческо развитие
Съвременният социализъм има своите корени в политическите движения на интелектуалните и работническите класи от 18 век, които критикуват ефектите на индустриализацията и частната собственост върху обществото. Социалистите-утописти, в това число Робърт Оуен (1771 – 1858), се опитват да създадат самоиздържащи се комуни, чрез отцепване от капиталистическото общество. Клод Анри дьо Сен Симон (1760 – 1825), бащата на термина „социализъм“, пръв се опитва да дефинира технокрацията и индустриалното планиране. Първите социалисти предвиждат свят, усъвършенстван от овладяването на технологиите и го съчетават с една по-добра социална организация. Много съвременни социалисти споделят също този възглед. Ранните мислители-социалисти са склонни да симпатизират на комбинацията от автентична меритокрация и рационално социално планиране, докато днес много съвременни социалисти имат по-егалитарни концепции.
Карл Маркс и Фридрих Енгелс използват термините „социализъм“ и „комунизъм“ взаимозаменяемо и постулират, че социализмът ще бъде постигнат посредством класова борба и пролетарска революция. Владимир Ленин, вероятно повлиян от идеите на Маркс за „долни“ и „горни“ етапи на социализма, по-късно ползва думата „социализъм“, за да означи преходното състояние между капитализъм и комунизъм.
Социалдемокрацията предлага избирателна национализация на ключовите национални индустрии в смесените икономики и запазване на частната собственост на капитала и частните бизнес предприятия. Тя предлага още финансирани от данъците програми за социално подпомагане и регулация на пазарите. Много социалдемократи, особено в Европейските социални държави, наричат себе си социалисти, вливайки доза неяснота в значението на понятието. Либертарния социализъм (в това число социалния анархизъм и либертарния марксизъм) отхвърля държавния контрол и владеенето на икономиката и проповядва директна колективна собственост в смисъла на производство посредством кооперативни работнически съвети и демокрация на работното място.